# کانتار
کانتار (انگلیسی: Kantar Group) شرکت مطالعات بازار بریتانیایی است، که در سال ۱۹۹۲ تأسیس شد.